# 429120 Mikhaillavrov
429120 Mikhaillavrov este o planetă minoră (asteroid) din centura de asteroizi. A fost descoperită pe 23 septembrie 2009 la  de Timoer Valerievitsj Krjatsjko⁠(d). 
Obiectul prezintă o orbită caracterizată de o semiaxă mare de 2,6218987474357 UAi, o excentricitate de 0,14014931307145, o înclinație de 9,1401207970281 ° în raport cu ecliptica.